# Краснохолмский уезд
Краснохо́лмский уе́зд — административно-территориальная единица Тверского наместничества Российской империи (в 1776—1796 годах) и Тверской и Рыбинской губерний РСФСР (в 1918—1924 годах). Уездный город — Красный Холм.

## В Российской империи
Создан в 1776 году в составе Тверского наместничесва из части Бежецкого уезда (до 1775 года Углицкой провинции Московской губернии). Население в 1783 году — 69,9 тыс. человек. В 1796 году, при преобразовании наместничества в Тверскую губернию Краснохолмский уезд упразднен, его территория отошла к Бежецкому уезду. В 1803 году был восстановлен Весьегонский уезд (также упраздненный в 1796 году), в состав которого был включён заштатный город Красный Холм и большая часть бывшего Краснохолмского уезда.

## В РСФСР и СССР
10 марта 1918 года в Красном Холме прошел 2-й съезд Советов, который принял решение о восстановлении Краснохолмского уезда в составе Антоновской, Делединской, Лукинской, Молоковской, Могочской, Поповской, Прудовской, Путиловской и Хобоцкой волостей Весьегонского и Бежецкого уездов; в декабре 1918 года к Краснохолмскому уезду отошли Володинская, Рачевская, Полянская, Чистинская и Юрьевская волости. Краснохолмский уезд утвержден постановлением Наркомата внутренних дел от 10 января 1919 года. В 1921—1923 годах уезд входил в Рыбинскую губернию, в феврале 1923 года возвращен в состав Тверской губернии. Постановлением президиума ВЦИК от 3 марта 1924 года Краснохолмский уезд упразднен, его территория отошла к Бежецкому уезду.

Современные Краснохолмский и Молоковский районы Тверской области составляют основную часть территории бывшего Краснохолмского уезда.